# SIRT1
La sirtuina 1, noto anche come sirtuina-1 deacetilasi NAD-dipendente, è una proteina che nell'uomo è codificata dal gene SIRT1.
SIRT1 sta per regolatore omologo 2 di silenziamento di informazioni di tipo d'accoppiamento 1, riferendosi al fatto che l'omologo alla sua sirtuina (equivalente biologica tra le specie), nel lievito S. cerevisiae è il Sir2. SIRT1 è un enzima che deacetila le proteine che contribuiscono alla regolazione cellulare in risposta a fattori di stress e nella longevità.

## Funzioni
La sirtuina 1 è un membro della famiglia delle proteine sirtuine, omologhi del gene Sir2 nello S. cerevisiae.
I membri della famiglia della sirtuine sono caratterizzati dall'avere un nucleo di dominio e sono raggruppati in quattro classi.
Le funzioni fisiologiche nell'uomo delle sirtuine non sono ancora note completamente, tuttavia, nel lievito le proteine sirtuine sono note per la capacità di regolare il silenziamento epigenetico dei geni e per la capacità di sopprimere la ricombinazione del rDNA. Gli studi suggeriscono che le sirtuine umane possono funzionare come proteine regolatrici intracellulari con attività mono-ADP-ribosiltransferasi. La proteina codificata da questo gene è incluso nella famiglia della sirtuine di classe I.
La sirtuina 1 è inibita nelle cellule che hanno un'elevata resistenza all'insulina e inducendo la sua espressione aumenta la sensibilità all'insulina, suggerendo che questa molecola è associata a miglioramento della sensibilità all'insulina (diabete). Inoltre, è stato dimostrato che la SIRT1 è capace di deacetilare e influenzare l'attività di entrambi i membri dei complessi recettoriali PGC1-alpha/ERR-alpha, che sono essenziali nel regolare il metabolismo
dei fattori di trascrizione.
Le interazioni molecolari attualmente note sono quelle con l'HEY2, con il recettore PGC1-alpha e il recettore ERR-alpha. Inoltre, il Mir-132, un microRNA, è stato visto interagisce con la Sirtuina-1 mRNA, così come anche ne riduce l'espressione proteica. Questo sembra essere correlato con l'insulino resistenza negli obesi.

### Riviste
- Akiko Satoh, C.S. Brace, N. Rensing, P. Cliften, D.F. Wozniak, E.D. Herzog, Sirt1 Extends Life Span and Delays Aging in Mice through the Regulation of Nk2 Homeobox 1 in the DMH and LH, in Cell Metabolism, vol. 18, n. 3, 2013,  pp. 416-430, DOI:10.1016/j.cmet.2013.07.013.
- Frye RA, Characterization of five human cDNAs with homology to the yeast SIR2 gene: Sir2-like proteins (sirtuins) metabolize NAD and may have protein ADP-ribosyltransferase activity., in Biochem. Biophys. Res. Commun., vol. 260, n. 1, 1999,  pp. 273-9, DOI:10.1006/bbrc.1999.0897, PMID 10381378.
- Frye RA, Phylogenetic classification of prokaryotic and eukaryotic Sir2-like proteins., in Biochem. Biophys. Res. Commun., vol. 273, n. 2, 2000,  pp. 793-8, DOI:10.1006/bbrc.2000.3000, PMID 10873683.
- Wiemann S, Weil B, Wellenreuther R, et al., Toward a catalog of human genes and proteins: sequencing and analysis of 500 novel complete protein coding human cDNAs., in Genome Res., vol. 11, n. 3, 2001,  pp. 422-35, DOI:10.1101/gr.GR1547R, PMC 311072, PMID 11230166.
- Luo J, Nikolaev AY, Imai S, et al., Negative control of p53 by Sir2alpha promotes cell survival under stress., in Cell, vol. 107, n. 2, 2001,  pp. 137-48, DOI:10.1016/S0092-8674(01)00524-4, PMID 11672522.
- Vaziri H, Dessain SK, Ng Eaton E, et al., hSIR2(SIRT1) functions as an NAD-dependent p53 deacetylase., in Cell, vol. 107, n. 2, 2001,  pp. 149-59, DOI:10.1016/S0092-8674(01)00527-X, PMID 11672523.
- Langley E, Pearson M, Faretta M, et al., Human SIR2 deacetylates p53 and antagonizes PML/p53-induced cellular senescence., in EMBO J., vol. 21, n. 10, 2002,  pp. 2383-96, DOI:10.1093/emboj/21.10.2383, PMC 126010, PMID 12006491.
- Bitterman KJ, Anderson RM, Cohen HY, et al., Inhibition of silencing and accelerated aging by nicotinamide, a putative negative regulator of yeast sir2 and human SIRT1., in J. Biol. Chem., vol. 277, n. 47, 2003,  pp. 45099-107, DOI:10.1074/jbc.M205670200, PMID 12297502.
- Travers H, Spotswood HT, Moss PA, Turner BM, Human CD34+ hematopoietic progenitor cells hyperacetylate core histones in response to sodium butyrate, but not trichostatin A., in Exp. Cell Res., vol. 280, n. 2, 2002,  pp. 149-58, DOI:10.1006/excr.2002.5632, PMID 12413881.
- Strausberg RL, Feingold EA, Grouse LH, et al., Generation and initial analysis of more than 15,000 full-length human and mouse cDNA sequences., in Proc. Natl. Acad. Sci. U.S.A., vol. 99, n. 26, 2003,  pp. 16899-903, DOI:10.1073/pnas.242603899, PMC 139241, PMID 12477932.
- Takata T, Ishikawa F, Human Sir2-related protein SIRT1 associates with the bHLH repressors HES1 and HEY2 and is involved in HES1- and HEY2-mediated transcriptional repression., in Biochem. Biophys. Res. Commun., vol. 301, n. 1, 2003,  pp. 250-7, DOI:10.1016/S0006-291X(02)03020-6, PMID 12535671.
- Senawong T, Peterson VJ, Avram D, et al., Involvement of the histone deacetylase SIRT1 in chicken ovalbumin upstream promoter transcription factor (COUP-TF)-interacting protein 2-mediated transcriptional repression., in J. Biol. Chem., vol. 278, n. 44, 2003,  pp. 43041-50, DOI:10.1074/jbc.M307477200, PMC 2819354, PMID 12930829.
- Howitz KT, Bitterman KJ, Cohen HY, et al., Small molecule activators of sirtuins extend Saccharomyces cerevisiae lifespan., in Nature, vol. 425, n. 6954, 2003,  pp. 191-6, DOI:10.1038/nature01960, PMID 12939617.
- Ota T, Suzuki Y, Nishikawa T, et al., Complete sequencing and characterization of 21,243 full-length human cDNAs., in Nat. Genet., vol. 36, n. 1, 2004,  pp. 40-5, DOI:10.1038/ng1285, PMID 14702039.
- Brunet A, Sweeney LB, Sturgill JF, et al., Stress-dependent regulation of FOXO transcription factors by the SIRT1 deacetylase., in Science, vol. 303, n. 5666, 2004,  pp. 2011-5, DOI:10.1126/science.1094637, PMID 14976264.
- Motta MC, Divecha N, Lemieux M, et al., Mammalian SIRT1 represses forkhead transcription factors., in Cell, vol. 116, n. 4, 2004,  pp. 551-63, DOI:10.1016/S0092-8674(04)00126-6, PMID 14980222.
- van der Horst A, Tertoolen LG, de Vries-Smits LM, et al., FOXO4 is acetylated upon peroxide stress and deacetylated by the longevity protein hSir2(SIRT1)., in J. Biol. Chem., vol. 279, n. 28, 2004,  pp. 28873-9, DOI:10.1074/jbc.M401138200, PMID 15126506.
- Yeung F, Hoberg JE, Ramsey CS, et al., Modulation of NF-kappaB-dependent transcription and cell survival by the SIRT1 deacetylase., in EMBO J., vol. 23, n. 12, 2004,  pp. 2369-80, DOI:10.1038/sj.emboj.7600244, PMC 423286, PMID 15152190.
- Deloukas P, Earthrowl ME, Grafham DV, et al., The DNA sequence and comparative analysis of human chromosome 10., in Nature, vol. 429, n. 6990, 2004,  pp. 375-81, DOI:10.1038/nature02462, PMID 15164054.
- Picard F, Kurtev M, Chung N, et al., Sirt1 promotes fat mobilization in white adipocytes by repressing PPAR-gamma., in Nature, vol. 429, n. 6993, 2004,  pp. 771-6, DOI:10.1038/nature02583, PMC 2820247, PMID 15175761.
- Cohen HY, Miller C, Bitterman KJ, et al., Calorie restriction promotes mammalian cell survival by inducing the SIRT1 deacetylase., in Science, vol. 305, n. 5682, 2004,  pp. 390-2, DOI:10.1126/science.1099196, PMID 15205477.
- Luigi Servillo, N. D'Onofrio, L. Longobardi, I. Sirangelo, A. Giovane, D. Cautela, D. Castaldo, A. Giordano, M.L. Balestrieri, Stachydrine ameliorates high-glucose induced endothelial cell senescence and SIRT1 downregulation, in Journal of Cellular Biochemistry, vol. 114, n. 11, 2013,  pp. 2522-2530, DOI:10.1002/jcb.24598.

### Testi
- Stanley Leonard Robbins, Vinay Kumar; Abul K. Abbas; Ramzi S. Cotran; Nelson Fausto, Robbins and Cotran pathologic basis of disease, Elsevier srl, 2010,  pp. 41–, ISBN 978-1-4160-3121-5.
- Giuseppe Guglielmi, Francesco Schiavon; Teresa Cammarota, Radiologia Geriatrica, Springer, 6 luglio 2006,  pp. 56–, ISBN 978-88-470-0485-6.